# آدرین دیویس
آدرین دیویس (انگلیسی: Adrienne Davies) موسیقی‌دان اهل ایالات متحده آمریکا است.